# Agenor
Agenor je v grški mitologiji sin Pozejdona in Libije, praoče Feničanov, ustanovitelj mesta Tir in njegov kralj.